# John Banville
John Banville (Wexford, 8 de desembre de 1945) és un novel·lista irlandès que escriu novel·la negra sota el pseudònim de Benjamin Black. És considerat "un dels grans talents de la llengua anglesa". Entre altres guardons, fou Premi Booker 2005 i Premi Príncep d'Astúries de les Lletres el 2014.

## Obra publicada
Col·lecció de relats curts
- Long Lankin (1970; edició revisada 1984)

Novel·la
- Nightspawn (1971)
- Birchwood (1973)
- The Revolutions Trilogy :
  - Doctor Copernicus (1976)
  - Kepler (1981)
  - The Newton Letter (1982)
- Mefisto (1986)
- The Book of Evidence (1989) [Llibre de l'evidència, trad. de Dolors Udina, Proa, 1992]
- Ghosts (1993)
- Athena (1995)
- The Ark (1996) (només 260 exemplars publicats)
- The Untouchable (1997) [L'intocable, trad. de Xavier Lloveras, Empúries/Anagrama, 1999]
- Eclipse (2000)
- Shroud (2002)
- The Sea (2005) [El mar, trad. d'Eduard Castanyo, Bromera, 2006]
- The Infinities (2009) [Els infinits, trad. d'Eduard Castanyo, Bromera, 2010]
- Ancient Light (2012) [Llum antiga, trad. d'Eduard Castanyo, Bromera, 2012]
- The Blue Guitar (2015)

Obres de teatre
- The Broken Jug: After Heinrich von Kleist (1994)
- Seachange (estrenada el 1994 a Focus Theatre, Dublín; no publicada)
- Dublin 1742 (estrenada el 2002 a The Ark, Dublín; 9–14 anys; no publicada)
- God's Gift: A Version of Amphitryon by Heinrich von Kleist (2000)
- Love in the Wars (adaptació de Penthesilea, de Heinrich von Kleist, 2005)
- Conversation in the Mountains (radiofònica, 2008)

No-ficció
- Prague Pictures: Portrait of a City (2003)

Com a Benjamin Black
- Sèrie Quirke
- # Christine Falls (2006) [El secret de Christine Falls, trad. d'Eduard Castanyo, Bromera, 2007]
- # The Silver Swan (2007) [L'altre nom de Laura, trad. d'Eduard Castanyo, Bromera, 2008]
- # Elegy for April (2010) [A la recerca de l'April, trad. d'Eduard Castanyo, Bromera, 2011]
- # A Death in Summer (2011) [Mort a l'estiu, trad. d'Eduard Castanyo, Bromera, 2012]
- # Vengeance (2012) [Venjança, trad. de Maria Iniesta, Bromera, 2013]
- # Holy Orders (2013) [Ordres sagrades, trad. d'Eduard Castanyo, Bromera, 2015]
- # Even the Dead (2015)
- The Lemur (2008, prèviament publicat a The New York Times) [El Lèmur, trad. d'Eduard Castanyo, Bromera, 2009]
- The Black-Eyed Blonde, novel·la de Philip Marlowe (2014)[3] [La rossa dels ulls negres, trad. d'Eduard Castanyo, Bromera, 2014]

Guionista
| Any  | Títol                                                      | Referència |
| ---- | ---------------------------------------------------------- | ---------- |
| 1984 | Reflections (adaptació de The Newton Letter per televisió) | [ 4 ]      |
| 1994 | Seascapes (pel·lícula televisiva)                          | [ 5 ]      |
| 1999 | The Last September                                         | [ 6 ]      |
| 2011 | Albert Nobbs                                               | [ 7 ]      |
| 2013 | The Sea                                                    | [ 8 ]      |